# Санта-Марія-де-лос-Кабальєрос
Санта-Марія-де-лос-Кабальєрос (ісп. Santa María de los Caballeros) — муніципалітет в Іспанії, у складі автономної спільноти Кастилія-і-Леон, у провінції Авіла. Населення — 98 осіб (2010).
Муніципалітет розташований на відстані близько 150 км на захід від Мадрида, 70 км на південний захід від Авіли.
На території муніципалітету розташовані такі населені пункти: (дані про населення за 2010 рік)
- Карраскалехо: 23 особи
- Кольядо: 23 особи
- Лос-Куартос: 28 осіб
- Наваррегаділья: 10 осіб
- Санта-Марія-де-лос-Кабальєрос: 14 осіб

## Демографія
Динаміка населення (INE ):

## Галерея зображень

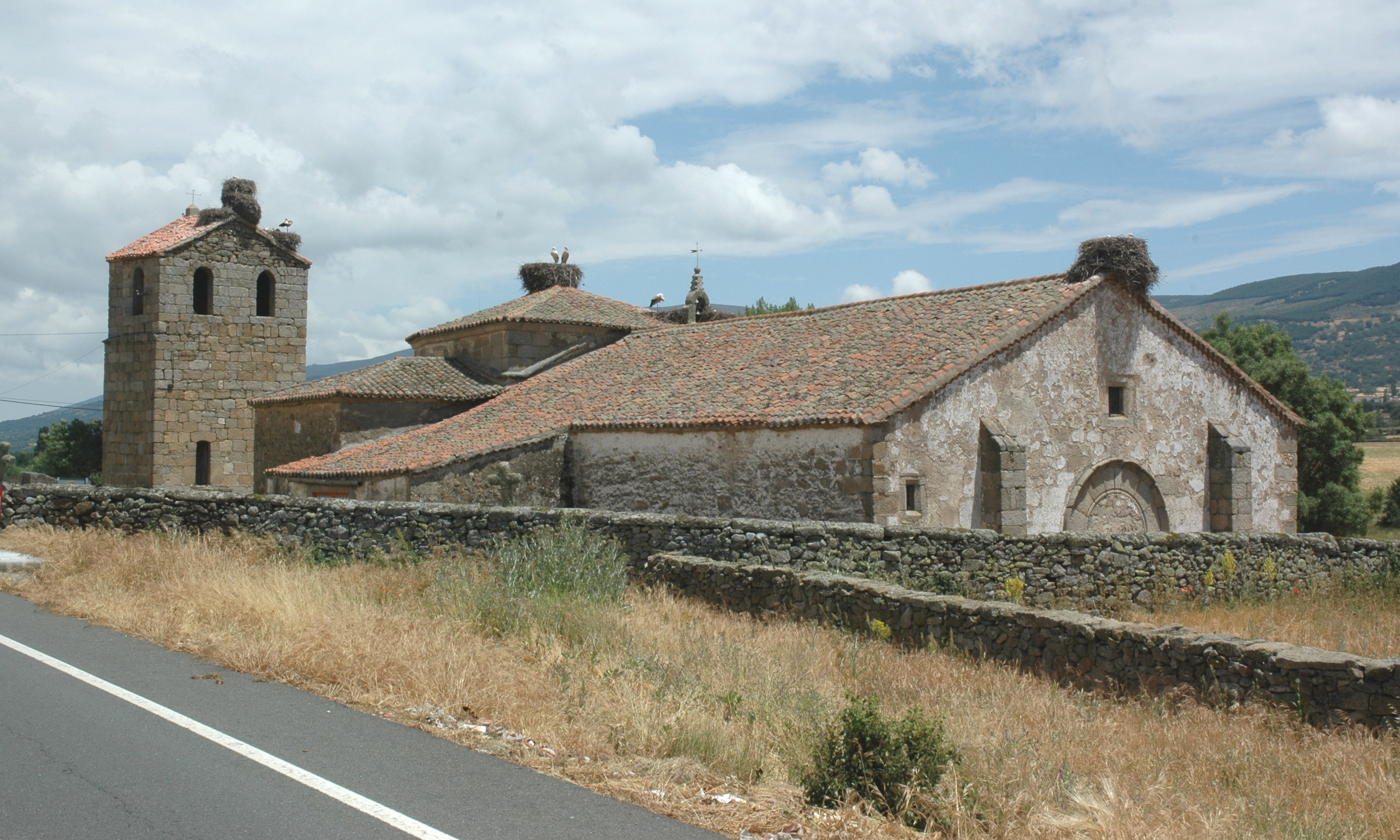
Церква Санта-Марія-де-лос-Кабальєрос, XVI століття